# Björköfärjan
Björköfärjan är en linfärja (vajerfärja) som förbinder öarna Björkö i Kumlinge kommun och Lappo i Brändö kommun på Åland. Färjan är en del av Björkövägen (landskapsväg 840).
För färjtrafiken ansvarar Ålandstrafiken.